# Kino Przedwiośnie w Łodzi
Kino Przedwiośnie – kino mieszczące się przy ulicy Żeromskiego 74/76 w Łodzi. Kino zakończyło swoją działalność.
Kino zostało założone w 1929 roku przez Zrzeszenie Majstrów Fabrycznych. Przed wybuchem II wojny światowej popadło w poważne kłopoty finansowe, jednak dzięki wybraniu nowego zarządu udało się je uratować przed bankructwem. Po wojnie, posiadający 300 miejscową salę kinową obiekt był jednym z najpopularniejszych kin w Łodzi. Kino zostało przekształcone w prywatny teatr V6.
Nazwa była nawiązaniem do powieści Przedwiośnie Stefana Żeromskiego, którego imię nosi ulica przy której znajdowało się kino.